# Asteia nigriceps
Asteia nigriceps är en tvåvingeart som beskrevs av Mario Bezzi 1928. Asteia nigriceps ingår i släktet Asteia och familjen smalvingeflugor.
Artens utbredningsområde är Fiji. Inga underarter finns listade i Catalogue of Life.